# ستيف سينيور
ستيف سينيور (بالإنجليزية: Steve Senior)‏ (15 مايو 1963 بشفيلد في المملكة المتحدة - ) هو لاعب كرة قدم بريطاني في مركز الدفاع. لعب مع بريستون نورث إيند ونادي نورثامبتون تاون ونادي يورك سيتي وويغان أتلتيك ونادي ويتون ألبيون ودارلينجتون إف سى.